# Піонер-11
Піоне́р-11 (англ. Pioneer 11, також відомий як Pioner G) — роботизований космічний зонд НАСА, призначений для вивчення Юпітера і Сатурна. Перший космічний апарат, який пролетів повз Сатурн.
«Піонер-11» було запущено 5 квітня 1973 року за допомогою ракети «Атлас». Апарат пролетів повз Юпітер в грудні 1974 року на відстані близько 40 тис. км від поверхні хмар і передав докладні знімки планети. У вересні 1979 року він пройшов на відстані близько 20 тис. км від хмарної поверхні Сатурна, зробив різні виміри та фотознімки планети і її супутника Титана і передав їх на Землю. 30 листопада 1995 року контакт з апаратом було втрачено через значну віддаленість від Землі та проблеми з енергозабезпеченням.
Маса апарата — 258,5 кг, у тому числі наукові прилади — 30 кг, висота — 2,9 м, максимальний поперечний розмір (діаметр відбивача гостронаправленої антени) — 2,75 м. Апарат ніс такі наукові прилади:
- Індукційний магнітометр.
- Аналізатор плазми.
- Детектор заряджених частинок.
- Комплект лічильників Гейгера.
- Детектор космічного випромінювання.
- Радіаційний детектор, ультрафіолетовий фотометр.
- Фотокамера.
- Інфрачервоний радіометр.
- Комплект для спостереження метеорної речовини і комплект детекторів метеорних часточок.

Відмінність від «Піонера-10» полягало лише в наявності індукційного магнітометра для вимірювання інтенсивних магнітних полів поблизу планет.
Після виконання дослідницької місії апарат залишив межі Сонячної системи і зараз рухається в напрямку сузір'я Щит.

## Зустріч з Юпітером
«Піонер-11» пролетів повз Юпітер у листопаді та грудні 1974 року. Під час свого максимального зближення, 2 грудня, «Піонер-11» пройшов за 42 828 км над верхньою межею хмар. Зонд зробив детальні зображення Великої червоної плями, передав перші зображення величезних полярних регіонів та допоміг визначити масу супутника Юпітера Каллісто. Гравітаційне тяжіння Юпітера й гравітаційний маневр були використані, щоб змінити траєкторію зонда до Сатурна.
|                                 |
| Зустріч «Піонера-11» з Юпітером |

|                                 |
| Зустріч «Піонера-11» з Юпітером |

|                                           |
| Велика червона пляма, знята «Піонером-11» |

|                                                   |
| Велика червона пляма до максимального набближення |

|                                  |
| Хмарні смуги уздовж краю Юпітера |

|                                          |
| Початок полярного Гравітаційного маневру |

|                                                 |
| Полярний регіон Юпітера з відстані 1 079 000 км |

|                          |
| Іо з відстані 756 000 км |

## Зустріч з Сатурном
«Піонер-11» пройшов повз Сатурн 1 вересня 1979 року на відстані 21 000 км від хмар Сатурна.
|                                           |
| Знімок Сатурна з «Піонера-11» 26.08.1979. |

|                                           |
| Знімок Сатурна з «Піонера-11» 01.09.1979. |

|                                            |
| Знімок Сатурна з «Піонера-11», 03.09.1979. |

|                                           |
| Знімок Сатурна з «Піонера-11» 03.09.1979. |

|               |
| Знімок Титана |

## Поточний стан
Станом на 8 лютого 2012 р., космічний апарат віддалявся від Сонця зі швидкістю приблизно 11,391 км/с, або 2,403 а. о. на рік. Відстань від Сонця становила близько 85,013 а. о. або 12,718 млрд км. «Піонер-11» рухається в напрямку сузір'я Щит.